# Йохана Хенриета фон Йотинген-Йотинген
Йохана Хенриета фон Йотинген-Йотинген (на немски: Johanna Henrietta zu Oettingen-Oettingen; * 28 август 1578 в Йотинген-Йотинген; † 18 март 1619 в Ербах) е графиня от Йотинген-Йотинген и чрез женитба графиня на Ербах, Фюрстенау и Райхенберг в Оденвалд.
Тя е дъщеря на граф Готфрид фон Йотинген-Йотинген (1554 – 1622) и първата му съпруга графиня Йохана фон Хоенлое-Валденбург-Лангенбург (1557 – 1585), дъщеря на граф Еберхард фон Хоенлое-Валденбург (1535 – 1570) и Агата фон Тюбинген (1533 – 1609).
Баща ѝ Готфрид фон Йотинген се жени втори път 1591 г. за пфалцграфиня Барбара фон Пфалц-Цвайбрюкен-Нойбург (1559 – 1618).
Йохана Хенриета фон Йотинген-Йотинген се омъжва на 18 септември 1597 г. в Ербах в Оденвалд за граф Фридрих Магнус фон Ербах-Фюрстенау (* 18 април 1575; † 26 август 1618), син на граф Георг III фон Ербах (1548 – 1605) и втората му съпруга графиня Анна фон Золмс-Лаубах (1557 – 1586). Тя е втората му съпруга. Нейният брат Лудвиг Еберхард (1577 – 1634) се жени на 7/17 май 1598 г. в Йотинген за графиня Маргарета фон Ербах (1576 – 1635), сестра на нейния съпруг Фридрих Магнус.
Йохана Хенриета фон Йотинген-Йотинген умира на 18 март 1619 г. в Ербах на 40 години.

## Деца
Йохана Хенриета фон Йотинген-Йотинген и граф Фридрих Магнус фон Ербах-Фюрстенау имат децата:
- Георг Готфрид (* 12 октомври 1599; † 17 януари 1600)
- Фридрих Ото (* 27 февруари 1601, Ербах; † 23 април 1601)
- Анна Мария (* 17 юни 1602, Ербах; † януари 1603)
- Анна Мария фон Ербах (* 5 юли 1603, Михелщат; † 5 март 1663, Вилденфелс), омъжена на 28 май 1620 г. в Ербах за граф Йохан Георг II фон Золмс-Барут-Вилденфелс (1591 – 1632 от епидемия в Прага)
- Георг (* 24 март 1605, Ербах; † 23 август 1609, Нойенщайн)